# کلویی ژائو
کلویی ژائو (چینی ساده: 赵婷; چینی سنتی: 趙婷; پین‌یین: Zhào Tíng؛ زادهٔ ۳۱ مارس ۱۹۸۲) فیلم‌ساز زادهٔ چین است. نخستین فیلم بلند او، ترانه‌هایی که برادرهایم به من آموختند (۲۰۱۵)، در جشنواره فیلم ساندنس به نمایش درآمد و با تحسین منتقدان همراه بود. دومین فیلم بلند او، سوارکار (۲۰۱۷) مورد تحسین منتقدان قرار گرفت و نامزد دریافت جایزه اندپندنت اسپریت برای بهترین فیلم و بهترین کارگردانی شد.
ژائو با فیلم سرزمین خانه‌به‌دوش‌ها (۲۰۲۰) با موفقیت‌های بیشتری همراه بود و باعث شناخت جهانی او شد. او برای این فیلم جوایز گوناگونی از جملهٔ شیر طلایی جشنواره فیلم ونیز و جایزهٔ گزینش مرد جشنواره بین‌المللی فیلم تورنتو کسب کرد. ژائو در جوایز اسکار و گلدن گلوب ۲۰۲۱ جایزهٔ بهترین کارگردانی را دریافت کرد و دومین زنی بود که این جوایز را کسب می‌کند. این فیلم نامزد دریافت چهار جایزهٔ اسکار شد که در نهایت جایزهٔ بهترین فیلم و بهترین کارگردانی را دریافت کرد و پس از کاترین بیگلو نخستین زنی شد که جایزهٔ بهترین کارگردانی را کسب می‌کند. او همچنین نخستین زن رنگین‌پوست بود که در این رشتهٔ برنده می‌شود. ژائو در سال ۲۰۲۱ فیلم ابرقهرمانی جاودانگان از دنیای سینمایی مارول را نویسندگی و کارگردانی کرد.

## فیلم‌شناسی
| سال  | عنوان                                | کارگردان | نویسنده | تهیه‌کننده | تدوین‌گر | منا.  |
| ---- | ------------------------------------ | -------- | ------- | --------- | ------- | ----- |
| ۲۰۱۵ | ترانه‌هایی که برادرهایم به من آموختند | آری      | آری     | آری       | آری     | [ ۸ ] |
| ۲۰۱۷ | سوارکار                              | آری      | آری     | آری       | نه      | [ ۸ ] |
| ۲۰۲۰ | سرزمین خانه‌به‌دوش‌ها                   | آری      | آری     | آری       | آری     | [ ۸ ] |
| ۲۰۲۱ | جاودانگان                            | آری      | آری     | نه        | نه      | [ ۸ ] |